# 岐阜市立山県中学校
岐阜市立山県中学校（ぎふしりつ やまがたちゅうがっこう）は、かつて岐阜県岐阜市にあった公立中学校。

## 概要
- 旧・山県郡山県村の中学校であった。1962年、東山中学校と統合し、岐阜市立三輪中学校の新設により廃校。

## 沿革
- 1947年（昭和22年）4月 -　山県郡山県村に山県村立山県中学校が開校。
- 1956年（昭和31年）4月1日 - 厳美村の北部（太郎丸・福富・石原）と山県村、春近村が合併し、三輪村が発足。同時に三輪村立山県中学校に改称する。
- 1961年（昭和36年）4月1日 - 三輪村が岐阜市に編入され、岐阜市立山県中学校と改称。
- 1962年（昭和37年）3月 - 統合により廃校。